# ISO 3166-2:AU
ISO 3166-2:AU é o subconjunto de códigos definidos em ISO 3166-2, parte do padrão ISO 3166  publicado pela Organização Internacional para Padronização (ISO), para os nomes das principais subdivisões da Austrália.
Os códigos cobrem 6 estados e 2 territórios (o Território da Baía Jervis e todos os territórios externos não são atribuídos códigos). Cada código é composto de duas partes, separadas por um hífen. A primeira parte é AU, o Código ISO 3166-1 alfa-2 da Austrália, e a segunda parte é um subcódigo de duas ou três letras, que é o mesmo que o abreviatura postal do estado ou território.

## Códigos Atuais
Códigos ISO 3166 e nomes das subdivisões estão listados como publicado pela Agência de Manutenção (ISO 3166/MA). As colunas podem ser classificadas clicando nos respectivos botões.
| Código | Subdivisão nome              | Subdivisão tipo |
| ------ | ---------------------------- | --------------- |
| AU-NSW | New South Wales              | Estado          |
| AU-QLD | Queensland                   | Estado          |
| AU-SA  | South Australia              | Estado          |
| AU-TAS | Tasmania                     | Estado          |
| AU-VIC | Victoria                     | Estado          |
| AU-WA  | Western Australia            | Estado          |
| AU-ACT | Australian Capital Territory | Território      |
| AU-NT  | Northern Territory           | Território      |

## Changes
As seguintes alterações à norma ISO 3166-2:AU tem sido anunciadas em boletins pela ISO 3166/MA desde a primeira publicação da norma ISO 3166-2, em 1998:
| Boletim | Publicação data | Descrição da mudança                                                            |
| ------- | --------------- | ------------------------------------------------------------------------------- |
| I-6     | 2004-03-08      | Mudança de código subdivisão em conformidade com norma australiana AS 4212-1994 |

No Boletim I-6, os códigos de cinco estados e territórios foram alterados. Antes disso, duas letras subcódigos foram usados para todos os estados e territórios (cor vermelha indica mudança de código):
| Antes | Depois | Subdivisão nome                    |
| ----- | ------ | ---------------------------------- |
| AU-NS | AU-NSW | New South Wales                    |
| AU-QL | AU-QLD | Queensland                         |
| AU-SA | AU-SA  | South Australia                    |
| AU-TS | AU-TAS | Tasmania                           |
| AU-VI | AU-VIC | Victoria                           |
| AU-WA | AU-WA  | Western Australia                  |
| AU-CT | AU-ACT | Território da Capital da Austrália |
| AU-NT | AU-NT  | Northern Territory                 |

## Territórios externos
Enquanto os sete territórios externos da Austrália não são atribuídos códigos na norma ISO 3166-2:AU, quatro dos quais são atribuídos oficial ISO 3166-1 alfa-2 códigos pela ISO 3166/MA:
| Alfa-2 | Território nome             |
| ------ | --------------------------- |
| CC     | Ilhas Cocos (Keeling)       |
| CX     | Ilha Christmas              |
| HM     | Ilha Heard e Ilhas McDonald |
| NF     | Ilha Norfolk                |

As Ilhas Ashmore e Cartier e as Ilhas do Mar de Coral não são atribuídos códigos alfa-2, e a ISO 3166/MA considera o Território Antárctico Australiano como parte da Antártica, cujo código alfa-2 é AQ